# 2000

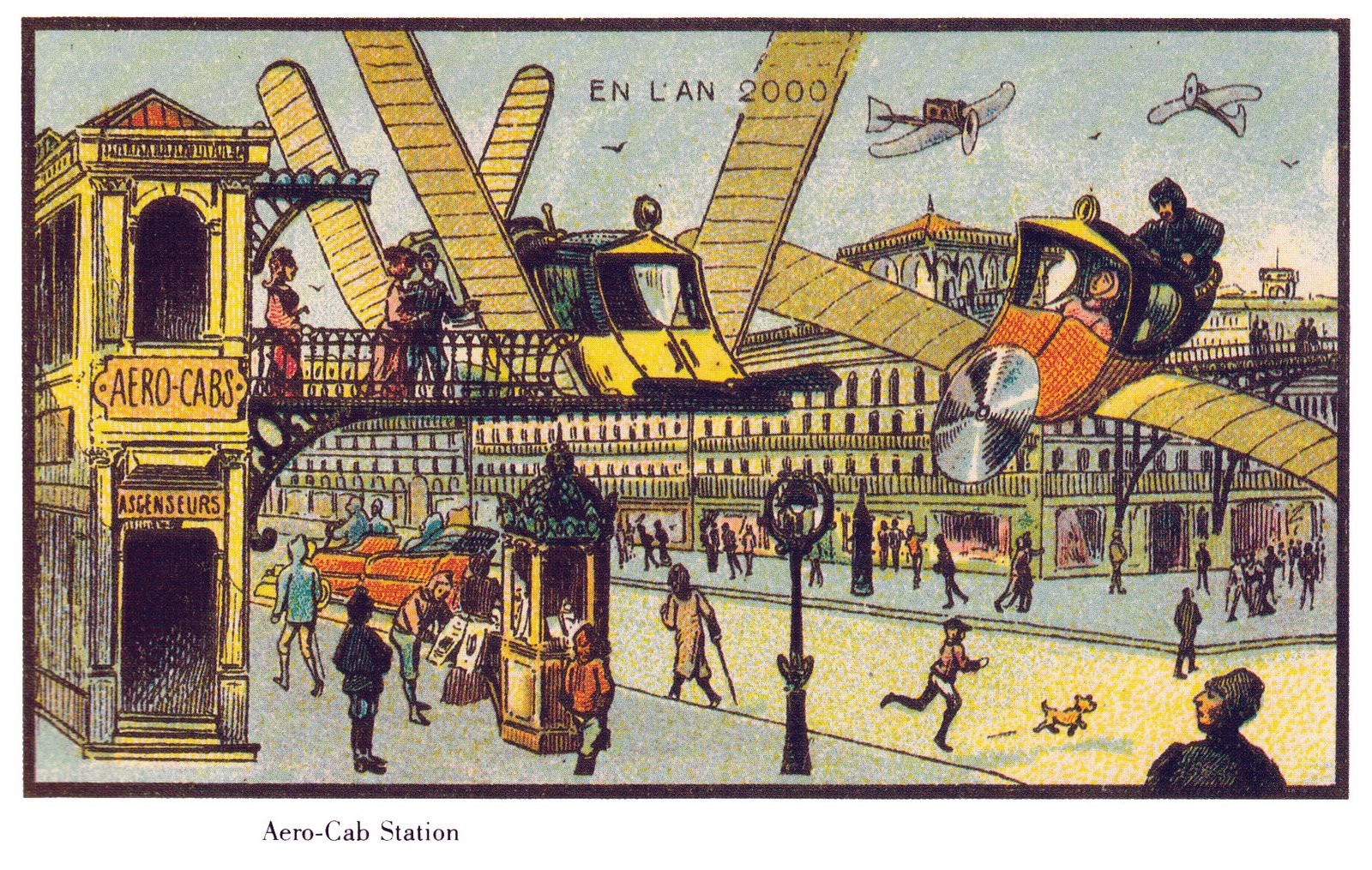
Так Францію 2000-их років уявляли в 1899 році.

2000 — 2000 рік нашої ери, 1000 рік 2 тисячоліття (останній рік 2 тисячоліття), 100 рік XX століття (останній рік XX століття), 10 рік 10-го десятиліття XX століття, 1 рік 2000-х років.

## Події

### Січень
- 6 січня — знайдено мертвим останнього природного представника піренейських козерогів. За всіма ознаками, тварина померла після падіння дерева.
- 10 січня — корпорація America Online оголошує про завершення домовленостей про придбання нею корпорації Time Warner (найбільше злиття корпорацій за всі часи)
- 31 січня — доктор Гарольд Шіпман визнаний винним у вбивствах 15 осіб, які відбувалися поміж 1995 та 1998 рр. у м. Гайд, Великий Манчестер, Англія. Засуджений до довічного ув'язнення.
- 31 січня — поблизу острова Анакапа сталася авіаційна катастрофа лайнера McDonnell Douglas MD-83 авіакомпанії Alaska Airlines, в якій загинуло 88 осіб.

### Лютий
- 6 лютого — Тар'я Галонен стає першою жінкою-президентом Фінляндії
- 7 лютого — Степан Месич обраний на пост президента Хорватії
- 17 лютого — виходить операційна система Windows 2000 від Microsoft

### Березень
- 12 березня — Папа Римський Іван-Павло II висловлює вибачення за гріхи, вчинені представниками Римо-Католицької Церкви за всі віки.
- 26 березня — Володимир Путін обраний на пост президента Росії

### Квітень
- 16 квітня — на референдумі більшість жителів України підтримали ідею скорочення Верховної Ради, позбавлення депутатів недоторканності і право президента на розпуск парламенту
- 20 квітня — броварська катастрофа 20 квітня 2000 року — катастрофа будинку в місті Бровари, ракета Точка-У влучила в 9-ти поверховий будинок. Внаслідок аварії постраждало 8 чоловік, троє з них померло, п'ятеро отримали поранення.

### Травень
- 11 травня — кількість населення Індії переходить мільярдну позначку.[1][2]
- 13 травня — вибух 177 тонн феєрверків на складі в Енсхеде (Нідерланди), внаслідок якого загинули 23 особи, зруйновано 400 будинків.

### Червень
- 4 червня — 94 людини гине внаслідок землетрусу у Бенгкулу, Індонезія.

### Липень
- 30 липня — Уго Чавес переобраний на пост президента Венесуели

### Серпень
- 8 серпня
  - у Москві в підземному переході станції метро «Пушкінська» підірвано бомбу, від вибуху котрої постраждало близько ста людей, 18 загинуло.
  - вчені Великої Британії, США та Італії офіційно оголосили про початок досліджень з клонування людини.
- 12 серпня — катастрофа атомного підводного човна «Курськ».

### Вересень
- 3 вересня — у Києві створений популярний російськомовний дівочий музичний гурт ВІА Гра.

### Жовтень
- 1 жовтня — закриття літніх Олімпійських ігор 2000 року у Сіднеї, Австралія

### Листопад
- 28 листопада — український політик Олександр Мороз дає початок касетному скандалу, звинувативши президента Леоніда Кучму в причетності до вбивства журналіста Георгія Гонгадзе.

### Грудень
- 15 грудня — вимкнення четвертого й останнього атомного реактора на Чорнобильській атомній електростанції, внаслідок чого сама електростанція цілковито виводиться з експлуатації.

### Населення Землі
| Населення Землі   | Населення Землі | Населення Землі | Населення Землі | Населення Землі | Населення Землі | Населення Землі | Населення Землі |
|                   | 2000            | 1995            | 1995            | 1995            | 2005            | 2005            | 2005            |
| ----------------- | --------------- | --------------- | --------------- | --------------- | --------------- | --------------- | --------------- |
| Світ              | 6,070,581,000   | 5,674,380,000   | +396,201,000    | +6,98 %         | 6,453,628,000   | +383,047,000    | +6,31 %         |
| Африка            | 795,671,000     | 707,462,000     | +88,209,000     | +12,47 %        | 887,964,000     | +92,293,000     | +11,60 %        |
| Азія              | 3,679,737,000   | 3,430,052,000   | +249,685,000    | +7,28 %         | 3,917,508,000   | +237,771,000    | +6,46 %         |
| Європа            | 727,986,000     | 727,405,000     | +581,000        | +0,08 %         | 724,722,000     | -3,264,000      | -0,45 %         |
| Латинська Америка | 520,229,000     | 481,099,000     | +39,130,000     | +8,13 %         | 558,281,000     | +38,052,000     | +7,31 %         |
| Північна Америка  | 315,915,000     | 299,438,000     | +16,477,000     | +5,50 %         | 332,156,000     | +16,241,000     | +5,14 %         |
| Океанія           | 31,043,000      | 28,924,000      | +2,119,000      | +7,33 %         | 32,998,000      | +1,955,000      | +6,30 %         |

## Народились
Дивись також Категорія:Народились 2000
- 21 січня — Kristonko, українська співачка, блогерка.
- 20 березня — Хван Хьонджін, учасник південнокорейського бой-бенду Stray Kids (з 2018)
- 9 квітня — Джекі Іванко, співачка-сопрано, кіноакторка.
- 11 травня — Юкі Цунода, японський автогонщик.
- 15 травня — Даяна Ястремська, українська тенісистка.
- 9 червня — Wellboy, український співак.
- 6 липня — Зайон Вільямсон, американський професійний баскетболіст.
- 10 жовтня — Дар'я Білодід, українська дзюдоїстка, бронзова призерка Олімпійських ігор 2020 року.
- 31 жовтня — Віллоу Сміт, американська співачка, авторка пісень, продюсерка звукозапису та актриса. Дочка Вілла Сміта.
- 7 листопада — Каллум Гадсон-Одой, англійський футболіст.
- 10 листопада — Маккензі Фой, американська акторка, модель.

## Померли
Дивись також Категорія:Померли 2000
- 28 травня — Білозір Ігор Йосипович, народний артист України, український композитор і виконавець, лідер ВІА «Ватра»; побитий до смерті російськомовними посіпаками у Львові (*1955).
- 2 червня — Федоров Святослав Миколайович, російський офтальмолог, член Російської академії медичних наук (від 1982) і член-кореспондент Російської академії наук (від 1987).
- 4 липня — Клінских Юрій Миколаєвич, радянський і російський музикант, автор, композитор, засновник і беззмінний лідер рок-групи «Сектор газа».
- 7 липня — Дмитро Завадський, білоруський журналіст, телевізійний оператор; вбитий.
- 31 липня — Гендрик ван де Гулст, голландський астроном.
- 4 серпня — Зубченко Галина Олександрівна, українська художниця.
- 28 листопада — Микола Петрович Бідняк, український художник, іконописець, лауреат Національної премії України імені Тараса Шевченка, кавалер ордена Ярослава Мудрого V ступеня, член Національної спілки художників України та Світової асоціації митців, що малюють вустами чи ногами.
- 20 листопада — Доллєжаль Микола Антонович видатний радянський вчений енергетик.

## Нобелівська премія
- з фізики: Алфьоров Жорес Іванович, Герберт Кремер, Джек Кілбі
- з хімії: Алан Гіґер, Алан Мак-Діармід, Хідекі Сіракава
- з медицини та фізіології: Арвід Карлсон, Пол Грінгард, Ерік Кендел
- з економіки: Джеймс Хекман, Деніел Макфадден
- з літератури: Ґао Сінцзянь
- Нобелівська премія миру: Кім Де Чжун